# باشگاه هندبال شهید چمران لارستان
باشگاه هندبال شهید چمران لارستان یک باشگاه هندبال ایرانی فعال در لیگ هندبال زنان ایران است. این تیم سابقه قهرمانی در لیگ هندبال زنان ایران، شرکت در مسابقات باشگاه‌های آسیا به عنوان نماینده ایران و شرکت در مسابقات قهرمانی هندبال زنان غرب آسیا به عنوان تیم ملی ایران را دارد.
باشگاه شهید چمران لارستان در سال ۱۳۶۰ تأسیس شد اما تیم هندبال زنان باشگاه در سال ۱۳۹۰ با حضور جمعی از زنان شهر لار تأسیس شد. تیم ابتدا در لیگ دسته دوم هندبال کشور شرکت کرد و همان سال به مسابقات لیگ دسته اول صعود کرد. در سال ۹۱ هم لیگ برتری شد و در سال ۹۵ با مربی‌گری ناهید غارسی (یکی از بهترین مربیان ایران) به مقام قهرمانی کشور رسید. این تیم که از سال ۱۳۹۱ در لیگ برتر هندبال بانوان کشور شرکت دارد، برای مدتی در سال ۱۳۹۶ منحل شده بود اما دوباره فعالیت خود را آغاز کرد.

## مربی و بازیکنان مطرح
- فاطمه خلیلی
- ناهید غارسی
- نشمین شافعیان[۶][۷]
- شیدا فلاحی[۸]
- ساناز رجبی
- شقایق باپیری
- مژگان قهرمانی
- سیران احمدی

## دست‌آوردها
لیگ هندبال زنان ایران:
- قهرمان: لیگ ۱۳۹۷، لیگ ۱۳۹۵[۳][۴]
- سومی: لیگ ۱۳۹۶[۵]

مسابقات قهرمانی باشگاه‌های آسیا:
- پنجمی: سال ۱۳۹۷[۹]

مسابقات قهرمانی هندبال زنان غرب آسیا (به عنوان تیم ملی ایران):
- قهرمان: سال ۲۰۱۷[۷][۱۰][۱۱][۱۲][۱۳][۱۴][۱۵]